# Ambroksol
Ambroksol (łac. ambroxol) – organiczny związek chemiczny, lek mukolityczny, który działa przez zwiększenie ilości i zmniejszenie lepkości śluzu. Występuje naturalnie w azjatyckim krzewie Adhatoda vasica. Stosowany w leczeniu stanów chorobowych z produkcją lepkiego śluzu w drogach oddechowych. Jest metabolitem czynnym bromheksyny o działaniu silniejszym niż związek wyjściowy.

## Mechanizm działania
Zwiększa biosyntezę i wydzielanie surfaktantu i pobudza ruch rzęsek nabłonka oddechowego, co powoduje usuwanie zalegającej wydzieliny w drogach oddechowych.

## Działania niepożądane
Nudności, wymioty, biegunka, reakcje alergiczne i gorączka.

## Uwaga
Należy zachować ostrożność w chorobie wrzodowej żołądka i dwunastnicy i owrzodzeniach jelit, gdyż ambroksol powoduje zwiększone wydzielanie kwasu solnego, przez co nasila objawy choroby wrzodowej. Nie poleca się również stosowania ambroksolu u astmatyków.

## Dawkowanie
U dorosłych doustnie 75–120 mg raz na dobę lub w 2-3 dawkach podzielonych.
Postaci leku: tabletki, kapsułki o przedłużonym działaniu, syrop, krople, płyn do inhalacji i iniekcje.

## Preparaty handlowe
- Aflegan (roztwór do wstrzykiwań)
- Ambroksol (syrop)
- Ambrosan (tabletki)
- Ambrosol (syrop)
- Ambroheksal (tabletki)
- Deflegmin (tabletki, kapsułki, syrop i krople)
- Flavamed (syrop, tabletki i tabletki musujące)
- Mucosolvan (syrop, płyn do inhalacji, roztwór do wstrzykiwań i tabletki)
- Mucoangin (tabletki)